# Степова ластівка
Степова ла́стівка (Stelgidopteryx) — рід горобцеподібних птахів родини ластівкових (Hirundinidae). Представники цього роду мешкають в Америці.

## Види
Виділяють два види:
- Ластівка північна (Stelgidopteryx serripennis)
- Ластівка пампасова (Stelgidopteryx ruficollis)

## Етимологія
Наукова назва роду Stelgidopteryx походить від сполучення слів дав.-гр. στελγις — скребок і πτερυξ — крило.